# Пулка
Пу́лка — річка-стариця в Україні, у Менському й Куликівському районах Чернігівської області. Права притока Десни (басейн Дніпра).

## Опис
Довжина річки 16 км., похил річки — 0,19 м/км. Площа басейну 112 км².

## Розташування
Бере початок з озера Чернечого. Тече переважно на південний схід понад Блистовою і впадає у річку Десну, ліву притоку Дніпра.